# Phia Andersson
Phia Evelyn Birgitta Andersson, född 8 januari 1955 i Svartrå församling i Hallands län, är en svensk politiker (socialdemokrat). Hon var ordinarie riksdagsledamot 2006–2018, invald för Västra Götalands läns södra valkrets.
I riksdagen var hon vice ordförande i Nordiska rådets svenska delegation 2014–2016 (även ledamot i delegationen 2014, 2015, 2016–2018 och suppleant 2010–2014). Hon var ledamot i konstitutionsutskottet 2006–2014 och socialförsäkringsutskottet 2014–2018. Andersson var även suppleant i finansutskottet, utbildningsutskottet, sammansatta konstitutions- och utrikesutskottet och Riksrevisionens styrelse.
Under mandatperioden 2002–2006 var hon styrelseordförande för Södra Älvsborgs sjukhus.
Hon var ordförande för Marks arbetarekommun 1997-2006. Ledamot, Socialdemokraterna Södra Älvsborg distriktsstyrelse 1995-2017, vice ordförande 1999-2006, ordförande 2006-2017, verkställande utskottet 1997-2017. Ledamot, Socialdemokraternas partistyrelse 2005-2017.